# 池友会
社会医療法人財団池友会（ちゆうかい）は、福岡県で医療機関を運営する社会医療法人である。医療搬送用ヘリコプター「ホワイトバード」を運航している。2010年4月1日付で医療法人から社会医療法人に法人格を変更した。

## ホワイトバード
ホワイトバードは、池友会が所有するヘリコプターの名称である。民間の医療機関による医療用ヘリコプターの運航は、浦添総合病院（沖縄県）に次いで2例目である。
池友会は「ホワイトバード」の運用を2008年6月27日より始めた。ヘリは福岡和白病院屋上ヘリポートに常駐し、厚生労働省のドクターヘリ事業の範囲のみならず、医療機関の要請に応じて一般の患者搬送も行う。その際、池友会グループの病院に搬入される場合、患者からは搬送費用を請求しない。
2025年4月6日、エス・ジー・シー佐賀航空が保有し、池友会が同社に運航委託していたホワイトバード（ユーロコプター EC 135T2+型機、機体番号JA555H）が長崎県対馬東方沖で消息を絶ち、その後の捜索で海上に横転し不時着している機体を海上保安庁が発見し、救助にあたった。ヘリコプターが常駐する福岡和白病院とエス・ジー・シー佐賀航空によると、13時半ごろに対馬空港を出発し14時15分に福岡和白病院に到着する予定だったものの、13時43分に連絡が途絶えた。このヘリコプターには患者（80代女性）、付き添いの家族（60代男性）、ドクター（30代男性）、看護師（20代女性）、パイロット（60代男性）、整備士（60代男性）の6人が搭乗していた。
ホワイトバードについての情報はFacebookページ（外部リンク参照）でも確認できる。

## 福岡和白病院
福岡和白病院（ふくおかわじろびょういん）は、福岡市東区にある民間病院である。福岡・糸島保健医療圏の災害拠点病院の指定を受ける。

## 新小文字病院
新小文字病院（しんこもんじびょういん）は、福岡県北九州市門司区にある民間病院である。北九州保健医療圏の災害拠点病院の指定を受ける。

## 新行橋病院
新行橋病院（しんゆくはしびょういん）は、福岡県行橋市にある民間病院である。京築保健医療圏の地域医療支援病院の承認、および災害拠点病院の指定を受ける。

## 福岡新水巻病院
福岡新水巻病院（ふくおかしんみずまきびょういん）は、遠賀郡水巻町にある民間病院である。

### 診療科
- 内科・循環器内科
- 消化器内科
- 外科
- 整形外科
- 産婦人科
- 小児科・新生児内科
- 脳神経外科
- 形成外科
- 心臓血管外科
- 泌尿器科（人工透析）
- 皮膚科
- 放射線科
- 救急科
- 歯科口腔外科

### 医療機関の指定等
- 保険医療機関
- 救急告示医療機関
- 労災保険指定医療機関
- 指定自立支援医療機関（更生医療・精神通院医療）
- 身体障害者福祉法指定医の配置されている医療機関
- 生活保護法指定医療機関
- 結核指定医療機関
- 指定養育医療機関
- 原子爆弾被害者一般疾病医療取扱医療機関
- 公害医療機関
- 臨床研修指定病院
- 特定疾患治療研究事業指定医療機関
- 小児慢性特定疾患治療研究事業指定医療機関

### 交通アクセス
- JR九州鹿児島本線水巻駅下車、徒歩10分。

## 香椎丘リハビリテーション病院
香椎丘リハビリテーション病院（かしいがおかリハビリテーションびょういん）は、福岡県福岡市東区にあるリハビリテーション専門の病院である。

### 標榜診療科
- 内科
- リハビリテーション科

### 医療機関の指定等
- 保険医療機関
- 労災保険指定医療機関
- 身体障害者福祉法指定医の配置されている医療機関
- 生活保護法指定医療機関
- 結核指定医療機関
- 原子爆弾被害者一般疾病医療取扱医療機関

### 交通アクセス
- JR鹿児島本線香椎駅・西鉄香椎駅より西鉄バス下原行きで終点下車、徒歩5分。
- JR香椎駅・福工大前駅・西鉄香椎駅・福岡和白病院より送迎バスあり。

## その他の関連施設
- 福岡和白PET画像診断クリニック
- 学校法人福岡保健学院
  - 福岡看護専門学校
  - 福岡看護専門学校水巻校
  - 小倉リハビリテーション学院
  - 下関看護リハビリテーション学校
  - 八千代リハビリテーション学院
  - 福岡和白リハビリテーション学院